# Trithemis monardi
Trithemis monardi – gatunek ważki z rodziny ważkowatych (Libellulidae).